# Zombie Massacre
 (décembre 2024).
Si vous disposez d'ouvrages ou d'articles de référence ou si vous connaissez des sites web de qualité traitant du thème abordé ici, merci de compléter l'article en donnant les références utiles à sa vérifiabilité et en les liant à la section « Notes et références ».
Série
Zombie Massacre 2: Reich of the Dead
(2015)
Pour plus de détails, voir Fiche technique et Distribution.
Zombie Massacre est un film d'horreur et d'action réalisé et co-écrit par Luca Boni et Marco Ristori, 
et produit par Uwe Boll, sorti en 2013. Ce film est une adaptation du jeu vidéo du même nom, se déroulant dans un futur dystopique où un virus a transformé la population en zombies.

## Synopsis
Un groupe d'élite de soldats américains est envoyé dans une ville d'Europe de l'Est pour éliminer une menace mystérieuse. Ils découvrent que le virus qui a transformé les habitants en zombies a échappé à tout contrôle et qu'ils devront se battre pour survivre.

## Fiche technique
- Titre original : Zombie Massacre
- Réalisation : Luca Boni et Marco Ristori[1]
- Scénario : Luca Boni, Marco et Russell Romick[2]
- Production : Boll KG, House of Boll
- Producteur : Uwe Boll
- Pays d'origine :  Allemagne,  États-Unis
- Langue originale : Anglais
- Genre : Horreur, action
- Durée : 85 minutes
- Date de sortie[3] : 
  - Royaume-Uni : 5 mars 2013
  - Canada, États-Unis : 6 août 2013
  - Belgique, Pays-Bas : 13 août 2013

## Distribution
- Christian Boeving
- Tara Cardinal
- Mark Rhine
- et d'autres

## Sortie
Le film est sorti en DVD au Royaume-Uni le 1er juillet 2013 sous le titre Apocalypse Z.

## Accueil
Le site HorrorNews.net a attribué au film une note de C−, indiquant que, bien que le film soit "globalement médiocre", la réalisation et les effets de maquillage étaient des points positifs.

## Suite
Une suite, Zombie Massacre 2: Reich of the Dead, également réalisée par Luca Boni et Marco Ristori, est sortie en 2015.